# Каменний Ключ (селище, Прокоп'євський округ)
Ка́менний Ключ (рос. Каменный Ключ) — селище у складі Прокоп'євського округу Кемеровської області, Росія.

## Населення
Населення — 680 осіб (2010; 836 у 2002).
Національний склад (станом на 2002 рік):
- росіяни — 83 %